# Meyronnes
Meyronnes (okzitanisch Maironas) ist eine ehemalige französische Gemeinde mit 53 Einwohnern (Stand 1. Januar 2022) im Département Alpes-de-Haute-Provence in der Region Provence-Alpes-Côte d’Azur. Die Bewohner nennen sich die Meyronnois.
Mit Wirkung vom 1. Januar 2016 fusionierte sie mit der ehemaligen Gemeinde Larche und bildete somit die Commune nouvelle Val d’Oronaye.

## Geographie
Das Gebiet liegt in den französischen Seealpen im Tal des Flusses Ubayette.
und grenzt im Nordosten an Acceglio in Italien.

### Erhebung
- Tête de Siguret, 3032 m

## Bevölkerungsentwicklung
| Jahr      | 1962 | 1968 | 1975 | 1982 | 1990 | 1999 | 2008 | 2012 |
| --------- | ---- | ---- | ---- | ---- | ---- | ---- | ---- | ---- |
| Einwohner | 32   | 31   | 46   | 31   | 48   | 44   | 77   | 59   |